# 아카네 매니악스
아카네 매니악스 ~유성 전설 코우다~(일본어: アカネマニアックス〜流れ星伝説剛田〜)는 일본의 âge(아쥬)사에서 팬클럽 회원 한정으로 무료 배포한 PC게임이자, 게임 원작의 OVA이다.

## 개요
âge에서 만든 『네가 바라는 영원』의 등장 인물인 "스즈미야 아카네"(涼宮茜)를 메인 히로인으로 『네가 바라는 영원』엔딩 이후 수주일 후로부터 시작되는 『마브러브』시작 하루 전까지를 그린 어드벤쳐 게임.
등장 인물은 『우주의 기사 데카맨』을 패러디했으며 주제가는 특촬물이나 애니메이션 노래를 다수 부른 미야우치 타카유키(宮内タカユキ)가 맡고 있다.
OVA편에서는 데크맨(데카맨 패러디)가 등장하지 않는다.

## 등장 인물
『네가 바라는 영원』이나 마브러브』의 등장 인물과 중복되는 항목이 있다.
코우다 쇼지 (성우-세키 토모카즈)
본 게임의 주인공으로 플러스 사고로 뭉쳐진 열혈 야구 소년. 자기 중심적이며 망상벽도 심하다. 이전 학교에서 야구부가 없어지는 바람에 햐쿠료 고교로 전학을 와서 아카네를 만나게 된다.
『우주의 기사 데카맨』의 미나미 죠지(南城二)의 패러디 캐릭터다.
스즈미야 아카네 (성우-우에하라 토모미(게임판)/미즈하시 카오리(OVA판)
본 게임의 히로인. 『네가 바라는 영원』의 주인공 스즈미야 하루카의 동생으로 현재 햐쿠료 고교 3년 D반의 반장이자, 수영부 부장. 남학생에게 인기 만점!
우메다 안도로 (성우-우에다 유지)
햐쿠료 고교의 체육교사. 알몸 넥타이에 츄리닝 거기에 곱슬머리 아프로를 하고 있다.
『우주의 기사 데카맨』의 안드로 우메다의 패러디 캐릭터. OVA에는 나오지 않는다.
타케오 타케오 (성우-요시노 히로유키)
뚱땡이 아키바계(오타쿠) 학생이지만 실제로 그의 정체는 로봇 타케스
사카키 치즈루 성우-타카야나기 카호
마브러브 등장 인물. 햐쿠료 고교 3년 B반 아카네와는 1학년때 동급생
코우즈키 유코 (성우-이나바 아츠코)
마브러브 등장 인물. 햐쿠료 고교 교사로 D반 담임. 별명은 "엄마", 코우다 쇼지에게 "박사님"으로 불린다.
진구지 마리모 (성우-미나미 아야카)
마브러브 등장 인물. 햐쿠료 고교 교사로 B반 담임.
아야미네 케이 (성우-요시노 나츠키)
마브러브 등장 인물. 햐쿠료 고교 3년 B반. 별명은 "사이킥걸"
타마세 미키 (성우-호쿠토 미나미)
마브러브 등장 인물. 하쿠료 고교 3년 B반. 별명은 "동물의 왕국 친선대사"
요로이 미코토 (성우-노나카 마스미)
마브러브 등장 인물. 햐루쿄 고교 3년 B반. 별명은 "가이아의 사자(使者)"
스즈미야 하루카 (성우-쿠리바야시 미나미)
네가 바라는 영원의 히로인. 아카네의 언니.

### 주제가
테크맨의 노래(テックメンの歌)
『우주의 기사 데카맨』의 오프닝 "데카맨의 노래" 패러디

## OVA
2004년에 전3화로 OVA화되었다.

### 개요
TV 애니메이션 네가 바라는 영원의 최종화 이후의 이야기로 주제는 "아카네의 마음이 어떻게 정리되어 새로운 길을 가게되었나?"이다.
또한, 그 길의 열쇠를 잡는 전학생 코우다 쇼지의 열혈 행동과 망상으로 전작 네가 바라는 영원에선 불가능했던 코믹하고 스피디한 전재가 펼쳐진다. 아카네가 간직한 추억으로 인한 눈물의 전개도 등장. 게임판과는 조금 다르게 패러디가 심하게 나오지 않으며 "데크맨"도 등장하지 않는다. 아마 저작권 문제 일듯 하며 이로 인해 "데크맨"은 "고다인"으로 변경되었다.

### 추가 등장 인물
킹 이레소류타 (성우-타니야마 키쇼)
코다의 망상에 등장하는 왕. 아카네를 납치하여 고다인에게 싸움을 건다.
항상 "포니테일 걸"과 "세갈래 딴머리 걸"을 데리고 다닌다.
정체는 네가 바라는 영원의 나루미 타카유키.
포니테일 걸 (성우-타카하시 치아키)
역시 망상에 등장하는 인물. 킹 이레소류타와 함께 나타난다.
정체는 네가 바라는 영원의 하야세 미즈키
세갈래 딴머리 걸 (성우-쿠리바야시 미나미)
마찬가지로 망상에 등장하는 인물. 킹 이레소류타와 함께 등장.
정체는 네가 바라는 영원의 스즈미야 하루카

### 스탭
- 원작: âge 아카네 매니악스 ~유성 전설 코다~
- 기획: 요시다 히로시
- 감독: 와타나베 테츠야
- 애니메이션 제작: 실버

### 주제가
- 오프닝『beginning』

노래: 쿠리바야시 미나미 / 작사・작곡: 쿠리바야시 미나미 / 편곡: 이이즈카 마사아키
- 엔딩『고마워...(ありがと…)』

노래: 미즈하시 카오리 / 작사・작곡: 쿠리바야시 미나미 / 편곡: 이이즈카 마사
- 최종화 엔딩『마브러브(マブラヴ)』

노래: 쿠리바야시 미나미 / 작사: 에바타 리츠코 / 작곡: SAGE KOIZUMI / 편곡: 이이즈카 마사

### 목록
| 편수  | 제목                   | 각본                        | 콘티                        | 연출            | 작화감독          | 발매일           |
| ----- | ---------------------- | --------------------------- | --------------------------- | --------------- | ----------------- | ---------------- |
| 제1장 | 죠지 햐쿠료에 서다     | 스즈키 마사시               | 와타나베 테츠야 모리 타케시 | 키무라 히로시   | 이소노 사토시     | 2004년 11월 25일 |
| 제2장 | 코우다 쇼지 입부하다   | 토키무라 나오               | 와타나베 테츠야 키타 반테츠 | 와타나베 테츠야 | 나츠메            | 2005년 3월 25일  |
| 최종  | 안녕히 사랑하는 쇼지여 | 토키무라 나오 시마이야 테츠 | 와타나베 테츠야 키타 반테츠 | 키무라 히로시   | 후지사와 토시유키 | 2005년 8월 26일  |

## 같이 보기
- 네가 바라는 영원
- 마브러브
- 란티스